# Paradise Inn
Pour les articles homonymes, voir Paradise.
Paradise Inn est un hôtel construit en 1916 et classé au registre national des sites historiques américains depuis le 28 mai 1987,.
Géré par le Service national des parcs, il est situé à 1 645 m d'altitude sur le versant sud de l'imposant mont Rainier, un volcan protégé à l'intérieur du parc national du mont Rainier dans l'État de Washington au nord-ouest des États-Unis.
Son nom Paradise lui vient du nom du lieu où il est implanté. Paradise accueille également le centre d'accueil pour visiteurs Henry M. Jackson Visitor Center (1966), nommé Paradise Visitor Center avant 1987 ainsi que la maison des guides Paradise Guide House (1920). De nombreux alpinistes partent de ce lieu pour accomplir l'ascension du volcan.

## Histoire
Les plans de l'hôtel ont été conçus en 1915 par l'architecte Frederick Heath de la société Heath, Gove & Bell. Initialement prévu pour être construit au lieu-dit Longmire, les services du parc national décident de modifier l'emplacement lorsqu'un des investisseurs se retirent du projet. L'hôtel sera construit par la société Rainier National Park Company, fondée par Steven T. Mather, l'assistant du Secrétaire à l'Intérieur des États-Unis,.
Les matériaux de construction proviennent de la région, notamment des poutres en cèdre et des pierres locales. Bien que la toiture était initialement prévue en couleur rouge, les services du parc décidèrent que celle-ci seraient vertes pour mieux s'implanter dans son environnement. L'hôtel commence à accueillir les premiers visiteurs du parc le premier juillet 1917. Son coût est estimé à l'époque entre 90 000 et 100 000 dollars,,.
De 1942 à 1943, l'armée utilise l'hôtel pour accueillir des soldats devant s'entraîner pour des conditions hivernales en montagne. En 1952, la société Rainier National Park Company vend le bâtiment au service national des parcs. Ce dernier louera ensuite les structures à différents concessionnaires privés devant gérer l'hôtel. Le service des parcs pensa un moment à détruire le bâtiment en raison de sa vétusté mais cela mena à un vent d'opposition. 1,75 million de dollars furent dépensés en 1979 pour restaurer l'hôtel avant qu'il ne soit classé au registre national des sites historiques américains depuis le 28 mai 1987

## Architecture

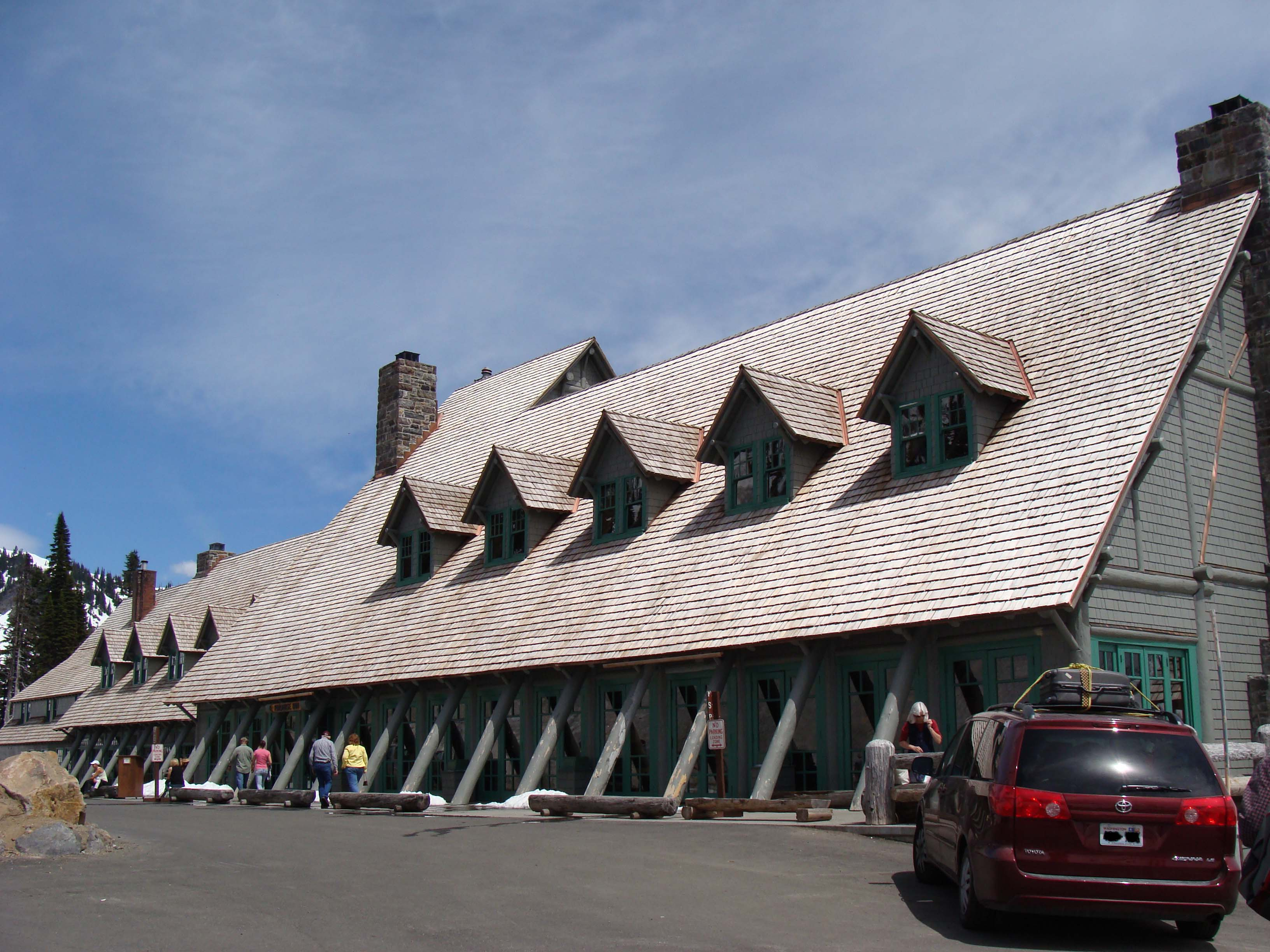
Paradise Inn en 2008 après rénovations.

Le bâtiment originel se compose de deux étages. Le rez-de-chaussée accueille deux grandes salles : un grand hall et une salle à manger. À l'extrémité orientale du bâtiment se trouve une construction perpendiculaire à trois étages donnant à l'ensemble la forme d'un T. Cette partie de l'hôtel accueille d'autres chambres.
Le grand hall mesure environ 15 mètres sur 34 et est entouré par une mezzanine élevée (ajoutée en 1925). Deux foyers en pierres sont positionnées à chaque extrémité de la salle,.
La salle à manger mesure 16 mètres sur 32 et dispose d'un foyer en pierres de 15 mètres de haut. Les chambres originelles situées à l'étage ne mesurent que 2,4 mètres sur 2,4. Les chambres sont séparées par des poutres permettant de supporter le toit.
La structure du bâtiment principal se compose de tronc de cèdres. Il est équipé de portes double en vue d'aérer facilement les salles en été. Il est équipé de fenêtres en dômes pour fournir un éclairage naturel par en haut. Une annexe de 4 étages, construite en 1920, fournit 100 chambres,.
L'hôtel est fermé durant deux années en 2006 pour subir à nouveau une restauration et pour lui permettre de mieux résister aux effets d'un tremblement de terre. 30 millions de dollars furent ainsi investis. L'hôtel est rouvert en mai 2008,.

## Photos

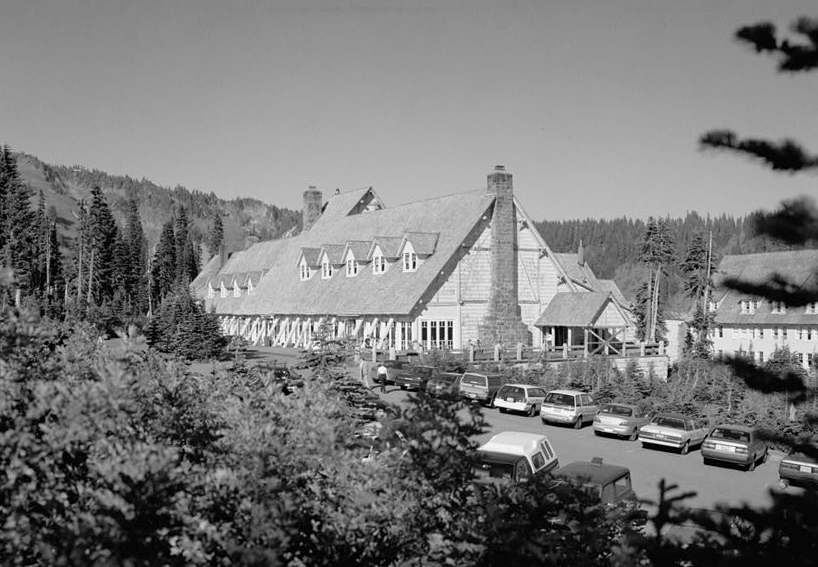
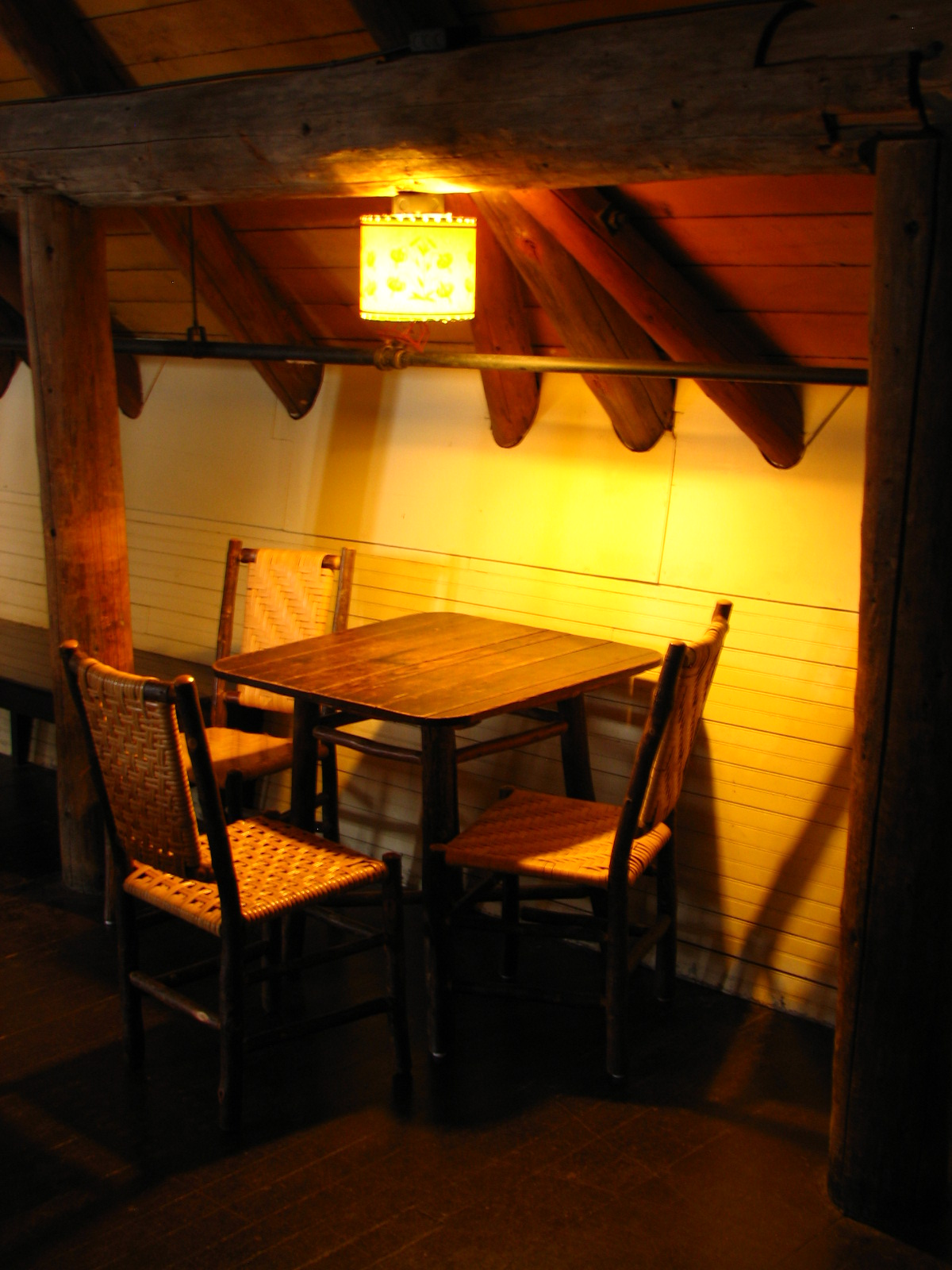
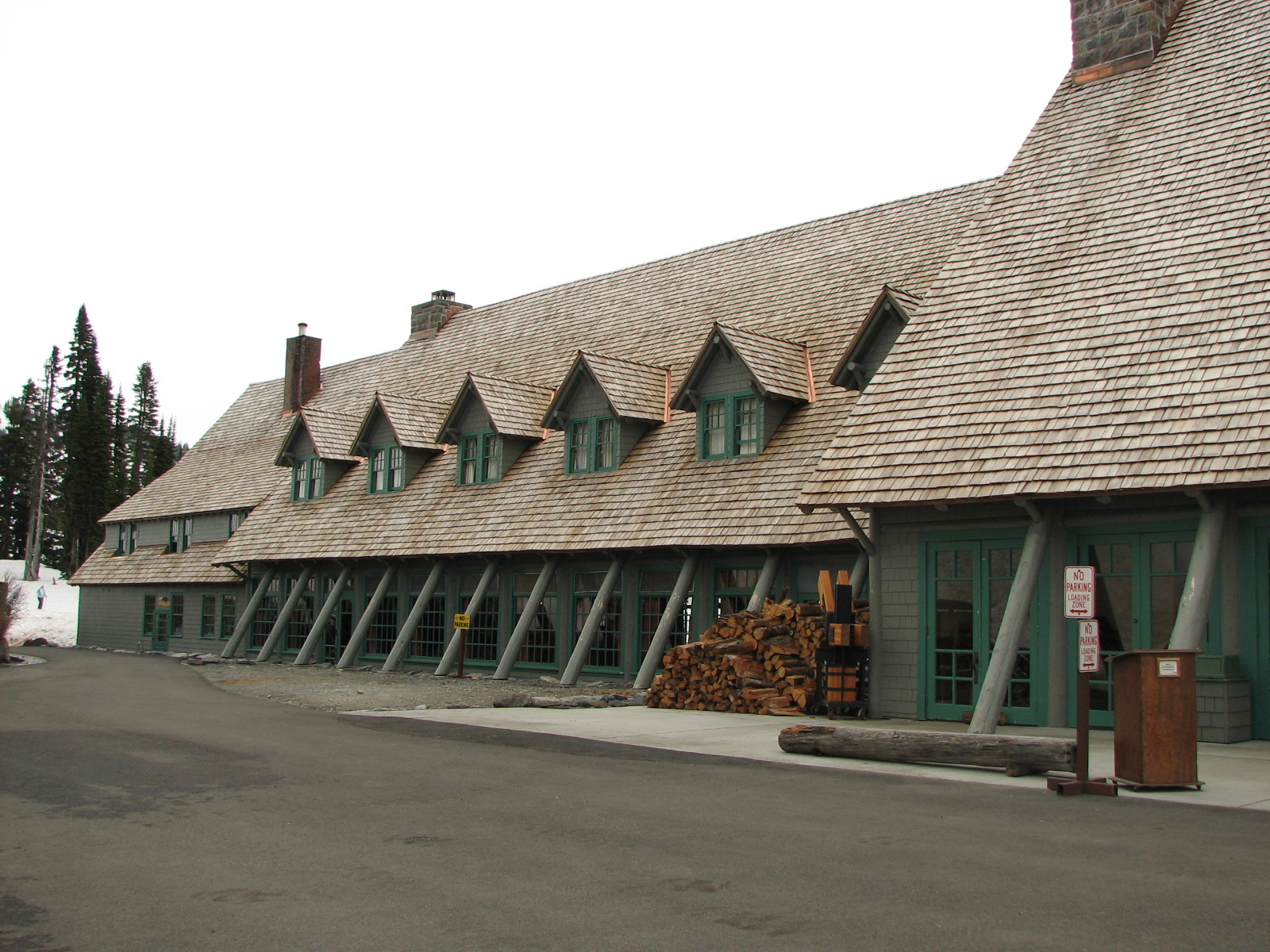
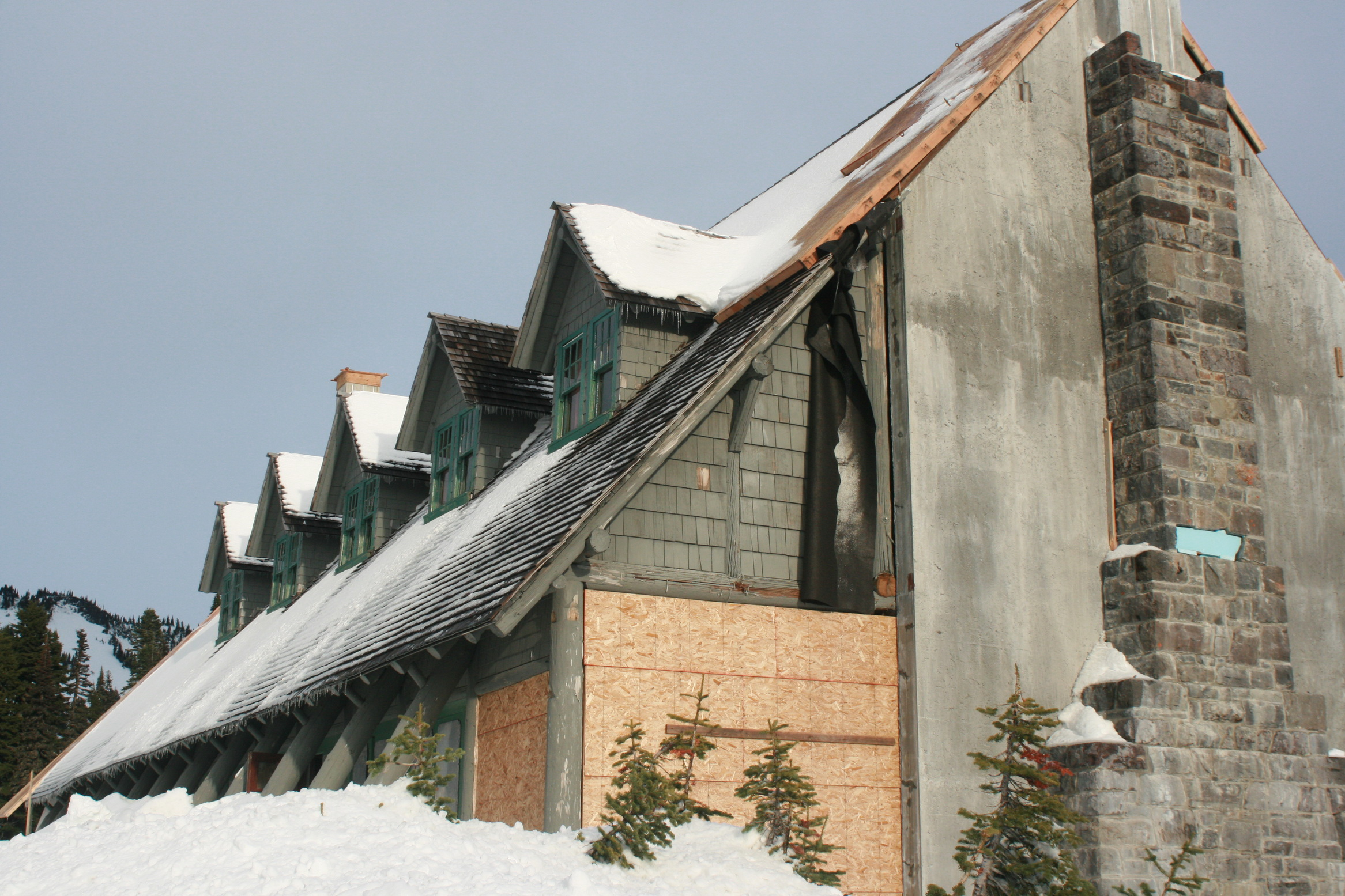